# 既存宅地確認制度
既存宅地確認制度（きそんたくちかくにんせいど）とは、市街化調整区域内の土地に対する制限を緩和し、その土地が「市街化調整区域とされた（線引き）時点で既に宅地となっていた」などの条件を満たした場合に、建築行為許可を免除する制度である。2001年（平成13年）5月18日をもって廃止された。

## 要旨
市街化調整区域は本来、市街化を抑制するために定められる区域であり、無秩序な開発により農地や山林が損なわれるのを防ぐことを本旨としている。この制限を緩和する措置の1つとして、都市計画法第43条第1項第6号は、次の2点を満たした土地については、都道府県知事の建築行為許可を要せず建築物の新築、改築、用途の変更を行うことができると定めていた。
- 市街化区域に隣接し、または近接し、かつ、自然的社会的諸条件から市街化区域と一体的な日常生活圏を構成していると認められる地域であっておおむね50以上の建築物が連たんしている地域内に存する土地
- 市街化調整区域に関する都市計画が決定され、又は当該都市計画を変更してその区域が拡張された際すでに宅地であった土地であって、その旨の都道府県知事の確認を受けたもの

ここでいう「都道府県知事の確認」に当たるのが、既存宅地確認である。市街化調整区域内においては、開発行為を行わない場合であっても、原則として建築行為の着手に先立って建築行為許可を取得する必要があるが、既存宅地確認を行った土地については当該建築行為許可が不要であるとされた。
2000年（平成12年）に行われた都市計画法の改正により本制度は廃止されたが、改正法の附則は、当該改正法の施行日から5年間（2006年5月17日まで）又は既存宅地確認を取得した日から5年間は、本制度の規定が有効であるとする経過措置を定めていた。
現在は、新たに一定の要件を都道府県等が条例で定め、建築を許容する制度（都市計画法第34条第1項第11号）があるほか、（都市計画法第34条第1項第14号）の都道府県の開発審査会の基準等により、許可を受け、開発行為又は建築行為ができる場合がある。